# Societatea Aetherius

Logo-ul Aetherius Society

Societatea Aetherius (engleză: Aetherius Society) este o religie OZN întemeiată de George King în 1954 (sau în 1955) care combină credința în OZN-uri, yoga, precum și idei preluate din diferite religii mondiale, în special din budism, creștinism și teosofie. Scopul declarat al acestei religii este de a preveni anihilarea Pământului prin îmbunătățirea cooperării dintre umanitate și diverse specii extraterestre și îmbunătățirea vieții spirituale a lumii noastre. Societatea a susținut că diferite dezastre pot fi prevenite prin rugăciune, adesea cu ajutorul suplimentar al unor "baterii de energie spirituală", menite a stoca energia de vindecarea psihică, de asemenea, societatea consideră că netezește calea pentru "Următorul Maestru," o figură mesianică care va veni pe Pământ într-o farfurie zburătoare și care posedă o magie mai puternică decât toate armatele lumii. Societatea este numită după Aetherius, un presupus rege cu care ar fi în contactat telepatic. Se consideră ca Aetherius este un "Maestru Cosmic" de pe planeta Venus, alături de Buddha și Iisus Hristos. Numărul membrilor societății, deși este o organizație internațională, nu este foarte mare, fiind de aproximativ 650 de membri în 1993.

## Lucrări publicate de Societatea Aetherius

### Cărți
De George King:
- The Nine Freedoms
- The Twelve Blessing
- Visit to the Logos of Earth
- A Book of Sacred Prayers
- The Practices of Aetherius
- Jesus Comes Again
- You Too Can Heal
- Cosmic Voice - Volume I
- Cosmic Voice - Volume II
- Wisdom of the Planets
- You Are Responsible!
- Karma and Reincarnation
- Contact Your Higher Self through Yoga
- Realize Your Inner Potential (cu Richard Lawrence)
- Contacts with the God's from Space (cu Richard Lawrence)

De Richard Lawrence:
- UFO's and the Extraterrestrial Message
- Unlock Your Psychic Powers
- Prayer Energy
- The Magic of Healing
- God's, Guides and Guardian Angels

Altele:
- The Holy Mountains of the World de Rev. Charles Abrahamson
- Operation Earth Light de Brian C.Keneipp
- Power Prayer de Chrissie Blaze and Gary Blaze
- Workout for the Soul de Chrissie Blaze

### Periodice
- Cosmic Voice
- Aetherius Society Newsletter